# سونغ لونغ
سونغ لونغ (بالصينية: 宋龙) (20 أغسطس 1989 بتشينغداو في الصين - ) هو لاعب كرة قدم صيني في مركز الوسط. لعب مع كينغداو جونون.

## وصلات خارجية
- سونغ لونغ على موقع قاعدة بيانات كرة القدم.إي يو (الإنجليزية)
- سونغ لونغ على موقع Soccerway.com (الإنجليزية)
- سونغ لونغ على موقع اللجنة الأولمبية الصينية (الإنجليزية)